# 김평래
김평래(한국 한자: 金平來, 1987년 11월 9일 ~ )는 대한민국의 축구 선수로서 포지션은 미드필더이다.

## 개요
경기도 과천시 출신으로, 중앙대학교 중퇴후 우크라이나 프리미어리그 FC 메탈루르흐 자포리자에 입단하여 프로 데뷔하였고 선발 출전할 정도로 좋은 기량을 보였으나 임금 체불 문제로 국내 복귀를 선택하고 2011 K리그 드래프트에 참가하였다. 11월 9일에 열린 K리그 신인 드래프트에서 1순위로 성남 일화 천마에 입단하였으나 첫 시즌 컵대회 1경기 출전에 그쳤다. 2012 시즌 4월 14일 대전 시티즌과의 리그 경기에 출전하여 리그 데뷔전을 치른 후에도 주전 경쟁에서 우위를 점하지 못하였지만 김성환의 부상, 윤빛가람의 부진 속에 2012년 피스컵에서 좋은 활약을 펼치며 신태용 감독의 눈도장을 받았다. 2012년 여름 이후 주전으로 활약하였다.
2015 시즌을 앞두고 전남 드래곤즈로의 이적을 공식 발표하였다.
2016 시즌 중반 사회복무요원으로 병역 의무를 이행하면서 축구를 병행하기 위해 K3리그 청주 시티 FC로 임대 이적했다.
2020년시즌을 앞두고 K3리그 천안시 축구단에 입단했으며 팀의 주장을 맡았다.

## 수상

### 클럽

#### 성남 FC
- FA컵 우승 1회 (2014년)